# Le Choc
Pour plus de détails, voir Fiche technique et Distribution.
Le Choc est un film français réalisé par Robin Davis, sorti en 1982.
Le film se veut une adaptation du polar de Jean-Patrick Manchette, La Position du tireur couché. Contrairement au roman d'origine, qui fut un succès, l'adaptation cinématographique fut peu appréciée, voire moquée par la critique et ignorée par le public.

## Synopsis
Martin Terrier travaille comme un tueur à gages pour une mystérieuse organisation. Après une dernière mission au Maroc, il rentre à Paris. Il reçoit bien sûr sa prime, mais, surtout, il annonce à son « patron », un certain Cox, qu'il se retire. Celui-ci refuse, mais Terrier ne change pas d'avis. 
Alors qu'il prépare son départ, son ex-femme, Jeanne, qui gère encore son argent, l'informe qu'elle a investi tout son bien dans un élevage de dindons en Bretagne. Peu après, il s'aperçoit que l'organisation a déjà lancé un tueur à ses trousses. Après s'être débarrassé de celui-ci, conscient que l'organisation ne va pas en rester là, il part pour la Bretagne. Il découvre que l'élevage est exploité en son nom par Claire et Félix, un couple d'anciens hippies qui se disputent continuellement.
Claire tombe amoureuse de Terrier. Mais un jour, un groupe de terroristes allemand, les « Brigades populaires », débarque à l'exploitation. Terrier a en effet exécuté l'un de leurs leaders une dizaine d'années plus tôt. Il parvient à leur échapper, mais il sait désormais qu'il ne sera plus en sécurité nulle part.

## Fiche technique
- Titre : Le Choc
- Réalisation : Robin Davis, assisté de Bernard Stora, Jean Couturier, Tony Aboyantz et Michel Thibaud
- Scénario : Robin Davis, Alain Delon, Dominique Robelet et Claude Veillot d'après le roman La Position du tireur couché de Jean-Patrick Manchette
- Production : Alain Sarde et Alain Terzian
- Musique : Philippe Sarde
- Image : Pierre-William Glenn
- Montage : Thierry Derocles
- Coordinateur des combats et des cascades : Claude Carliez et son équipe
- Genre : policier, thriller
- Date de sortie : 
  - France : 28 avril 1982
- Affiche : René Ferracci (France)

## Distribution
- Alain Delon : Martin Terrier / Christian
- Catherine Deneuve : Claire
- Philippe Léotard : Félix
- François Perrot : Cox
- Étienne Chicot : Michel
- Stéphane Audran : Jeanne Faulques (non créditée)
- Féodor Atkine : Borévitch, dit « Boro »
- Catherine Leprince : Mathilde
- Jean-Louis Richard : Maubert, l'inspecteur de la DST
- Franck-Olivier Bonnet : Silvio, un homme de main de Cox
- Dany Kogan : Rosana
- Myriam Pisacane : L'ange bleu
- Philippe Lelièvre : un des hommes de Cox
- Isabelle Mergault : l'employée de la banque
- Jean-Jacques Scheffer : Un terroriste
- Peter Bronke : Un terroriste
- Cyrille Spiga
- Marie Kéruzoré
- André Bollet
- Maurice Vallier
- Alexandra Stewart La femme de la première victime (non créditée)
- Mohamed Abdel Kader Hassan : Un émir

## Accueil

### Accueil public
Le film a fini à la 23e position du Box-office France 1982 avec 1 508 218 entrées[réf. souhaitée]. Deux mois après la sortie, Serge Daney note dans Libération que Le Choc était calibré pour faire environ un million d'entrées en région parisienne et qu'il y « plafonne » à 400 000 entrées.

### Accueil critique
Dans Libération, Serge Daney n'hésite pas à écrire que le film est « nul. » Pour lui le problème ne vient ni de la mise en scène, ni du scénario, ni des acteurs secondaires mais bien d'Alain Delon lui-même qui cherche simplement à montrer son savoir-faire, à mettre en évidence ses capacités, mais sans avoir la générosité de faire plus que nécessaire. Il « ne joue pas mais résume ce qu'il pourrait jouer. »

## Analyse
Pour Serge Daney, le film marque une fin du star-système. Le Choc n'est pas pour lui un film où les stars éclipsent les autres acteurs, ceux qui étaient là pour la mettre en valeur. C'est un film où les stars « élimin[ent] physiquement » ceux qui apparaissent à l'image avec eux.

## Autour du film
Catherine Deneuve ne garde pas un très bon souvenir du tournage en raison de sa mésentente avec le réalisateur, Robin Davis,.